# TAQA
Pour les articles homonymes, voir Taqa.
TAQA, fondé en 2005, est une holding d'Abu Dhabi spécialisée dans les énergies et détenu à hauteur de 75 % par les Émirats arabes unis, un des vecteurs clés de sa stratégie économique.[réf. nécessaire]

## Histoire
TAQA a été créé en 2005 pour réunir et développer les actifs intérieurs et internationaux de l'émirat dans le domaine de l'énergie.
En février 2014, TAQA se lance sur le créneau de la production d'énergie à base de déchets avec la construction d'une usine dédiée dans le port de Mussafah (en), un investissement de 850 millions de dollars. Le 20 février 2014, un partenariat est signé avec le français CGG pour renforcer leur coopération dans l'activité d'exploration des sous-sols.
En 2015, les investissements colossaux de TAQA fragilisent le holding criblé de dettes, dettes principalement contractées à la suite de ses multiples acquisitions sur le continent nord-américain.

## Activités

### Afrique
Au Maroc, TAQA possède une centrale de charbon à Jorf Lasfar qui assure 44 % de la production électrique du royaume. TAQA a été introduit à la bourse de Casablanca le 24 décembre 2013. TAQA est entré au Maroc en 2010 avec un budget d'investissement de $1,6 milliard. Toute sa production électrique est vendue à l'Office national de l’électricité et de l’eau potable du Maroc, un contrat d'exclusivité qui s'étend sur 30 ans.
Taqa avait également annoncé en 2009 un investissement pour la construction d'une centrale électrique à cycle combiné d’une capacité de 350 à 500 mégawatts, à Bizerte en Tunisie.

### Amérique du Nord
En mai 2007, TAQA annonce le rachat de Northrock Resources pour $2 milliards, une entreprise de pétrole et de charbon située à Calgary au Canada.
En novembre 2015, TAQA a exprimé le souhait de se défaire de son usine d'énergie éolienne située à Lakefield (en) dans le Minnesota. QATA possède 50 % de l'usine de Lakefield qu'elle a racheté à une filiale d'EDF début 2013.

### Asie
En octobre 2015, l'usine hydroélectrique de Sorang se situe dans l'état de Himachal Pradesh en Inde fournit ses premiers mégawatts à la vente, usine dont TAQA fait partie des actionnaires minoritaires. TAQA est également actionnaire dans une usine d'énergie produite avec du lignite dans la région indienne de Neyveli.

### Europe
TAQA a investi dans plusieurs exploitations pétrolières dans la mer du Nord. Fin décembre 2015, sa filiale Cladhan chargée de l'extraction dans cette zone, extrait pour la première fois du pétrole des sols de cette région.

## Direction
- 2006-2009 : Peter Barker-Homek
- 2009-2014 : Carl Sheldon
- Depuis 2014 : Edward LaFehr

En 2010, Peter Barker-Homek porte plainte contre TAQA pour protester contre les méthodes de corruption, de rétrocommissions et de fraude auxquelles il a été exposé lors de son mandat à la tête du groupe. Il affirme dans sa plainte avoir signé son contrat de départ sous la menace d'emprisonnement, et que les menaces ont continué après son départ, ce qui l'a forcé à quitter Abu Dhabi par la suite.